# Ilse von Heyden-Linden

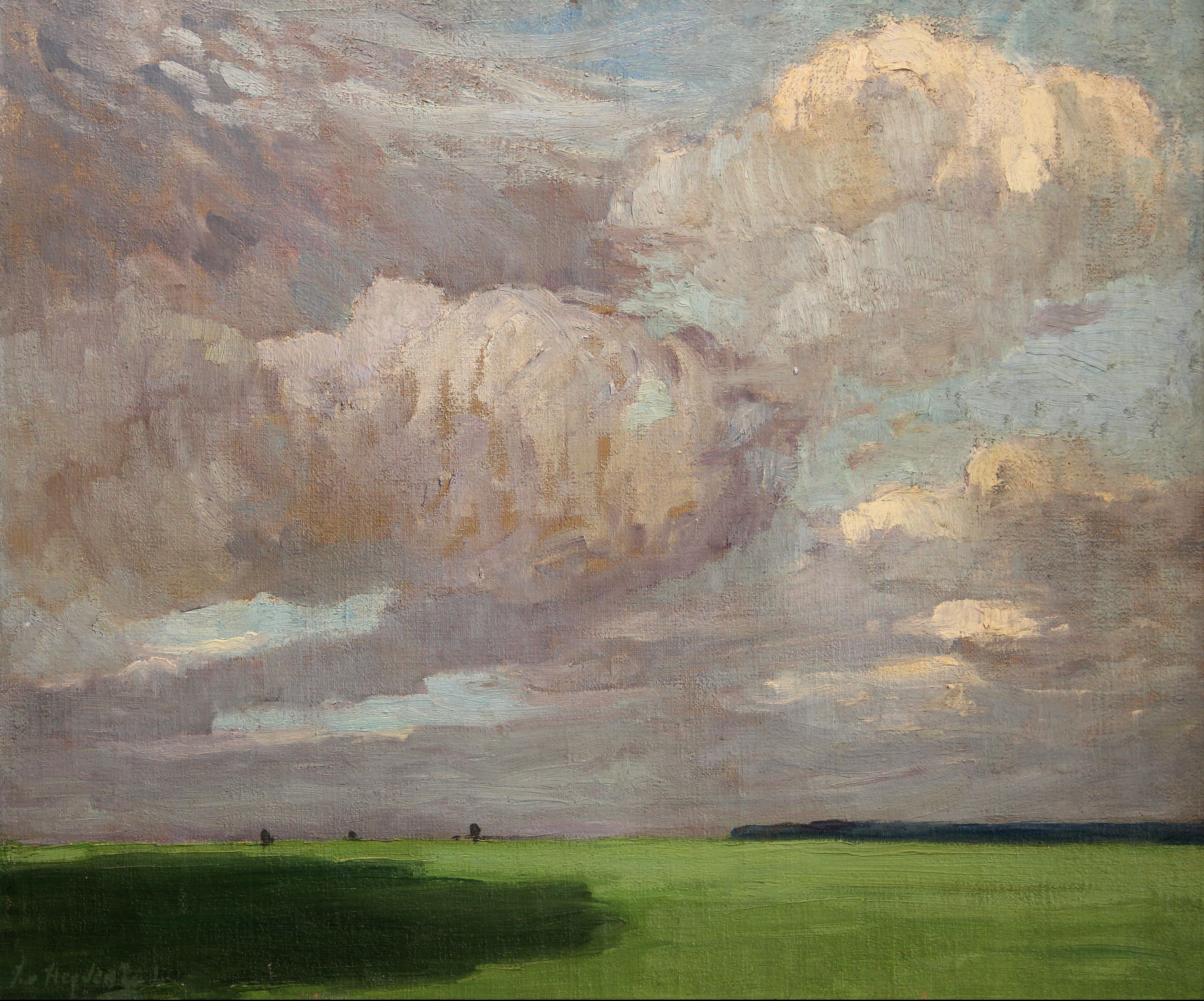
Pommersche Landschaft, undatiert, Pommersches Landesmuseum, Greifswald

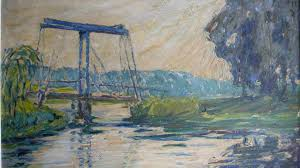
Brücke, undatiert

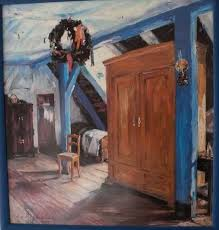
Blaue Balken, undatiert

Ilse von Heyden-Linden (* 5. April 1883 in Philippshof in Vorpommern; † 3. September 1949 in Demmin) war eine deutsche Malerin des Impressionismus.

## Leben und Werk
Ilse von Heyden-Linden entstammte der adligen Familie von Heyden-Linden aus dem Hause Gehmkow. Im Alter von elf Jahren begann sie Landschaftsbilder und Szenen aus dem ländlichen Leben zu zeichnen. Mit Erlaubnis ihrer Eltern durfte sie mit 15 Jahren zu ihrer Tante nach Berlin ziehen, wo sie die Damenakademie des Vereins der Berliner Künstlerinnen besuchte. In Berlin wandte sie sich dem Impressionismus zu.
1908 stellte sie erstmals ihre Werke aus. Ihren ersten Erfolg hatte sie 1911 auf der Berliner Kunstausstellung mit dem Motiv „Gehmkower Diele“. Im selben Jahr ging sie nach Frankreich und blieb bis 1912 in Paris.
In Stettin wurde sie 1913 beim Johanniterorden zur Krankenschwester ausgebildet. Während des Ersten Weltkriegs arbeitete sie in Lazaretten in Demmin und Belgien. Nach dem Krieg wirkte sie weiter als Johanniterschwester. In den 1920er Jahren wurde sie Mitglied des Pommerschen Künstlerbundes. In dieser Zeit konnte sie regelmäßig ihre Werke ausstellen, was am häufigsten in Stettin erfolgte.
1929 zog sie nach Demmin ins Haus ihres Bruders Dietrich von Heyden-Linden, wo sie sich zeitweise wieder mehr der Malerei widmete. In den 1930er Jahren war sie als Ausbilderin für Erste Hilfe und Häusliche Krankenpflege tätig. 1931 ging sie für zwei Jahre nach Naumburg am Queis, wo sie Hausdame eines evangelischen Predigerseminars war. Von September 1939 bis Oktober 1942 war sie Oberschwester im Reservelazarett Lubmin bei Greifswald. Während des Zweiten Weltkriegs war es ihr nicht mehr möglich, weiterhin künstlerisch tätig zu sein. Es sind keine Ausstellungsbeteiligungen aus dieser Zeit bekannt.
Nach ihrem Tod 1949 geriet ihr Werk für etwa dreißig Jahre weitgehend in Vergessenheit, da die Kulturfunktionäre in der DDR ihrer adligen Herkunft misstrauisch gegenüberstanden. In ihrer Familie hatte sie als Künstlerin ebenso wenig Anerkennung erfahren. In einer Familienchronik beschränkte sich der Text zu ihrer künstlerischen Tätigkeit auf den Satz: „Ilse hatte ja gemalt.“ Erst anlässlich ihres 99. Geburtstages erfolgte 1982 in Demmin eine Ausstellung mit Bildern aus ihrem im Haus des Bruders verbliebenen Nachlass, die auf große Resonanz stieß. Weitere Ausstellungen erfolgten 1984 im Festsaal des Stadtrates und 1992 im Kreisheimatmuseum Demmin.
In den 1990er Jahren erwarb die Stiftung Pommern in Kiel einen Teil ihrer Werke. Die bisher umfangreichste Werkschau wurde 1996 in Kiel eröffnet, 1997 im Städtischen Museum Greifswald und anschließend in Berlin gezeigt. Ihre Bilder befinden sich heute im Pommerschen Landesmuseum in Greifswald und in Privatbesitz. Einige ihrer Werke befanden sich zuletzt in einer ständigen Ausstellung des inzwischen geschlossenen Demminer Regionalmuseums.